# Neiker
Neiker-Tecnalia  (Nekazal Ikerketa eta Garapenerako Euskal Erakundea en basque) ou « Institut basque de recherche et de développement agricole » est un institut basque de recherche agronomique.
C'est une société publique sans but lucratif appartenant au gouvernement basque et rattachée depuis 2006 au groupe Tecnalia.
Neiker poursuit un triple objectif : améliorer la productivité et la compétitivité des systèmes de production agricole, développer de nouvelles techniques de gestion dans les exploitations agricoles, satisfaire les exigences de qualité de l'industrie agroalimentaire et des consommateurs.
En 2011, Neiker-Tecnalia a été désigné par l'Office communautaire des variétés végétales (OCVV) comme centre technologique de l'Union européenne pour identifier les nouvelles variétés de pomme de terre.